# Scuola Grande di San Teodoro
 (juin 2018).
La Scuola Grande di San Teodoro abritait l'école de dévotion et de charité de Venise. Elle est située sur le campo San Salvador dans le quartier (sestiere) de San Marco.

## Patrimoine
La scuola (ou schola en vénitien) est composée de deux étages. Sa façade, achevée en 1648, est entièrement recouverte de marbre d'Istrie. Le portail d'entrée est richement décoré. Les cinq statues au sommet de la façade représentent San Teodoro ainsi que quatre anges ; elles sont l’œuvre du sculpteur italo-suisse Bernardo Falconi.